# Friaucourt
Friaucourt est une commune française située dans le département de la Somme, en région Hauts-de-France.

## Géographie

### Localisation
Friaucourt est un village picard du Vimeu.
La localité est située, à vol d'oiseau, à 5 km à l'ouest de Friville-Escarbotin, 6 km au nord-est d'Eu-Le Tréport, 7 km au nord-est de Mers-les-Bains, 26 km à l'ouest d'Abbeville, 34 km au nord-est de Dieppe et à 62 km au nord-ouest d'Amiens.
Le territoire de la commune est limitrophe de ceux de quatre communes.
Les communes limitrophes sont  Allenay, Ault, Saint-Quentin-la-Motte-Croix-au-Bailly et Woignarue.

### Hydrographie
La commune est traversée par la ligne de partage des eaux entre les bassins hydrographiques Artois-Picardie et Seine-Normandie. Elle n'est drainée par aucun cours d'eau.

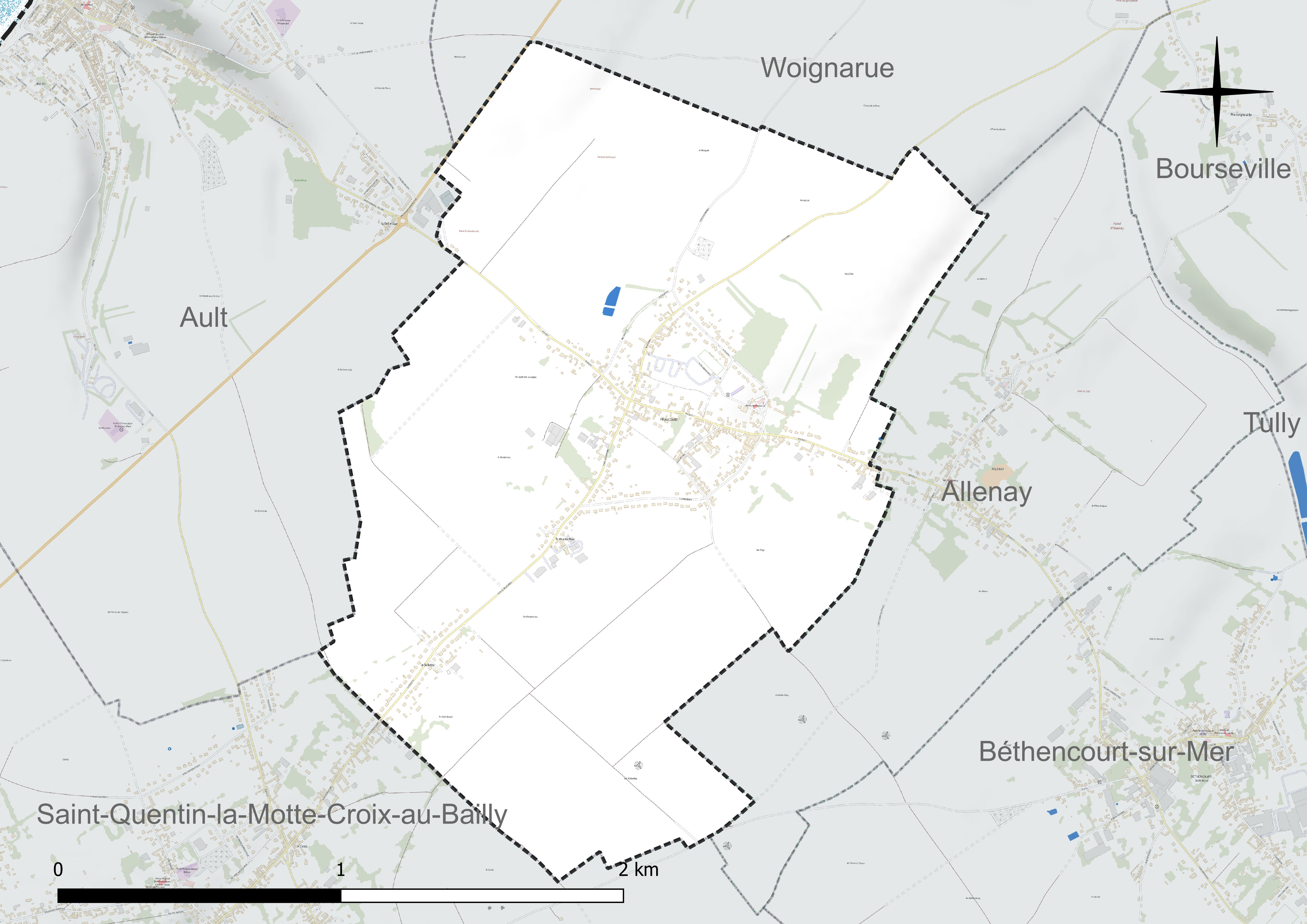
Réseau hydrographique de Friaucourt.

### Climat
Pour des articles plus généraux, voir Climat des Hauts-de-France et Climat de la Somme.
En 2010, le climat de la commune est de type climat océanique franc, selon une étude du CNRS s'appuyant sur une série de données couvrant la période 1971-2000. En 2020, Météo-France publie une typologie des climats de la France métropolitaine dans laquelle la commune est exposée à un climat océanique et est dans la région climatique Côtes de la Manche orientale, caractérisée par un faible ensoleillement (1 550 h/an) ; forte humidité de l'air (plus de 20 h/jour avec humidité relative > 80 % en hiver), vents forts fréquents.
Pour la période 1971-2000, la température annuelle moyenne est de 10,4 °C, avec une amplitude thermique annuelle de 13,3 °C. Le cumul annuel moyen de précipitations est de 782 mm, avec 12,7 jours de précipitations en janvier et 8,9 jours en juillet. Pour la période 1991-2020, la température moyenne annuelle observée sur la station météorologique la plus proche, située sur la commune de Cayeux-sur-Mer à 10 km à vol d'oiseau, est de 11,4 °C et le cumul annuel moyen de précipitations est de 761,1 mm,. Pour l'avenir, les paramètres climatiques de la commune estimés pour 2050 selon différents scénarios d'émission de gaz à effet de serre sont consultables sur un site dédié publié par Météo-France en novembre 2022.

## Urbanisme

### Typologie
Au 1er janvier 2024, Friaucourt est catégorisée petite ville, selon la nouvelle grille communale de densité à sept niveaux définie par l'Insee en 2022.
Elle appartient à l'unité urbaine de Béthencourt-sur-Mer, une agglomération intra-départementale regroupant quatre  communes, dont elle est ville-centre,,. Par ailleurs la commune fait partie de l'aire d'attraction de Friville-Escarbotin, dont elle est une commune du pôle principal,. Cette aire, qui regroupe 33 communes, est catégorisée dans les aires de moins de 50 000 habitants,.

### Occupation des sols
L'occupation des sols de la commune, telle qu'elle ressort de la base de données européenne d'occupation biophysique des sols Corine Land Cover (CLC), est marquée par l'importance des territoires agricoles (86,2 % en 2018), une proportion sensiblement équivalente à celle de 1990 (86,9 %). La répartition détaillée en 2018 est la suivante : 
terres arables (77,7 %), zones urbanisées (13,8 %), prairies (8,5 %). L'évolution de l'occupation des sols de la commune et de ses infrastructures peut être observée sur les différentes représentations cartographiques du territoire : la carte de Cassini (XVIIIe siècle), la carte d'état-major (1820-1866) et les cartes ou photos aériennes de l'IGN pour la période actuelle (1950 à aujourd'hui).

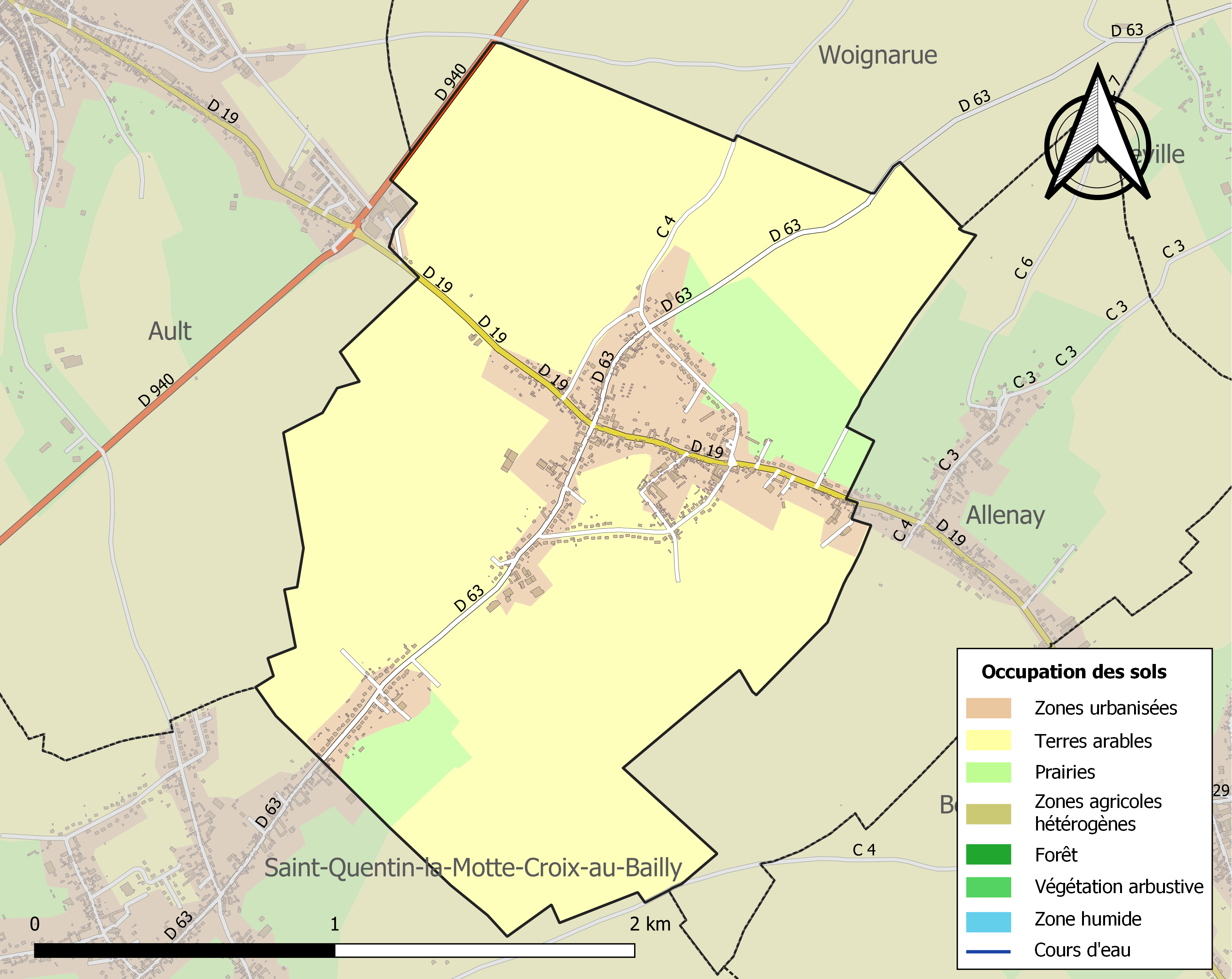
Carte des infrastructures et de l'occupation des sols de la commune en 2018 (CLC).

### Habitat et logement
En 2018, le nombre total de logements dans la commune était de 347, alors qu'il était de 336 en 2013 et de 314 en 2008.
Parmi ces logements, 88,8 % étaient des résidences principales, 4,6 % des résidences secondaires et 6,6 % des logements vacants. Ces logements étaient pour 96,5 % d'entre eux des maisons individuelles et pour 2,6 % des appartements.
Le tableau ci-dessous présente la typologie des logements à Friaucourt en 2018 en comparaison avec celle de la Somme et de la France entière. Une caractéristique marquante du parc de logements est ainsi une proportion de résidences secondaires et logements occasionnels (4,6 %) inférieure à celle du département (8,3 %) mais supérieure à celle de la France entière (9,7 %). Concernant le statut d'occupation de ces logements, 88,3 % des habitants de la commune sont propriétaires de leur logement (87,9 % en 2013), contre 60,3 % pour la Somme et 57,5 pour la France entière.
| Typologie                                               | Friaucourt | Somme | France entière |
| ------------------------------------------------------- | ---------- | ----- | -------------- |
| Résidences principales (en %)                           | 88,8       | 83,3  | 82,1           |
| Résidences secondaires et logements occasionnels (en %) | 4,6        | 8,3   | 9,7            |
| Logements vacants (en %)                                | 6,6        | 8,4   | 8,2            |

### Voies de communication et transports
La commune se trouve à l'intersection des routes départementales D 19 et D 63.
En 2019, Friaucourt est desservi par la ligne d'autocars no 2 (Mers-les-Bains - Friville - Abbeville) du réseau Trans'80, Hauts-de-France, chaque jour de la semaine sauf le dimanche et les jours fériés.

## Toponymie
Friaucours apparaît en 1186, dans une délimitation du comté d'Amiens.

## Histoire
Froocortis nous est donné par Hariulf en 960.

## Politique et administration
| Période                                  | Période                       | Identité           | Étiquette | Qualité |
| ---------------------------------------- | ----------------------------- | ------------------ | --------- | --- |
| Les données manquantes sont à compléter. |                               |                    |           | |
| 1925                                     | 1944                          | Jules Lecat        | AD        | Instituteur, briquetier, agriculteur. Conseiller général d'Ault (1931 → 1941) Nommé membre de la Commission administrative départementale en 1941 par le Gouvernement de Vichy |
| Les données manquantes sont à compléter. |                               |                    |           | |
| 1965[réf. nécessaire]                    | juin 1995                     | René Rambure       | DVG       | |
| Les données manquantes sont à compléter. |                               |                    |           | |
| juin 1995                                | septembre 2017,               | Guy Depoilly       | PS        | Directeur d'école-secrétaire de mairie retraité Démissionnaire |
| octobre 2017                             | juillet 2020                  | Gilles Croizé      | LREM      | Proviseur de lycée retraité Officier des palmes académiques. |
| juillet 2020,                            | En cours (au 2 décembre 2021) | Jean-Michel Delrue |           | |

### Tendances politiques et résultats
| Scrutin              | 1er tour | 1er tour | 1er tour | 1er tour | 1er tour | 1er tour | 1er tour | 1er tour | 1er tour | 1er tour | 1er tour | 1er tour |     | 2e tour | 2e tour | 2e tour | 2e tour | 2e tour | 2e tour | 2e tour | 2e tour | 2e tour |
| Scrutin              | 1er      | 1er      | %        | 2e       | 2e       | %        | 3e       | 3e       | %        | 4e       | 4e       | %        | 1er | 1er     | %       | 2e      | 2e      | %       | 3e      | 3e      | %       |         |
| -------------------- | -------- | -------- | -------- | -------- | -------- | -------- | -------- | -------- | -------- | -------- | -------- | -------- | --- | ------- | ------- | ------- | ------- | ------- | ------- | ------- | ------- | ------- |
| Départementales 2021 |          | UCD      | 38,91    |          | RN       | 22,62    |          | UGE      | 19,46    |          | DVG      | 19,00    |     |         | UCD     | 58,79   |         | UGE     | 41,21   |         |         |         |
| Régionales 2021      |          | UCD      | 49,77    |          | RN       | 22,79    |          | UGE      | 12,56    |          | LREM     | 7,44     |     | UCD     | 61,65   |         | RN      | 24,27   |         | UGE     | 14,08   |         |
| Présidentielle 2022  |          | RN       | 35,67    |          | LREM     | 27,77    |          | LFI      | 13,32    |          | PCF      | 4,51     |     | RN      | 58,77   |         | LREM    | 41,23   |         |         |         |         |
| Législatives 2022    |          | RN       | 34,88    |          | LR       | 32,10    |          | PCF      | 15,12    |          | LREM     | 10,19    |     | LR      | 52,19   |         | RN      | 47,81   |         |         |         |         |
| Européennes 2024     |          | RN       | 52,46    |          | RE       | 12,46    |          | DVD      | 5,80     |          | PCF      | 5,51     |     |         |         |         |         |         |         |         |         |         |
| Législatives 2024    |          | RN       | 52,37    |          | LR       | 32,70    |          | PCF      | 10,43    |          | HOR      | 3,08     |     | RN      | 59,11   |         | LR      | 40,89   |         |         |         |         |

### Politique de développement durable
La commune s'est retirée en 2019 du projet de parc naturel régional Baie de Somme - Picardie maritime avec  Allenay et Oneux,.

## Équipements et services publics

### Enseignement
La commune dispose d'une école primaire, élémentaire et maternelle, qui compte 94 élèves à la rentrée 2017.
Un service de garderie et la cantine scolaire complètent le service.
Le 11 novembre 2024, l'école est baptisée du nom de Laurent Derambure, un sergent mort en Côte d'Ivoire en 2004.

## Population et société

### Démographie

#### Évolution démographique
L'évolution du nombre d'habitants est connue à travers les recensements de la population effectués dans la commune depuis 1793. Pour les communes de moins de 10 000 habitants, une enquête de recensement portant sur toute la population est réalisée tous les cinq ans, les populations de référence des années intermédiaires étant quant à elles estimées par interpolation ou extrapolation. Pour la commune, le premier recensement exhaustif entrant dans le cadre du nouveau dispositif a été réalisé en 2008.

En 2022, la commune comptait 692 habitants, en évolution de −10,36 % par rapport à 2016 (Somme : −1,26 %, France hors Mayotte : +2,11 %).
| 1793 | 1800 | 1806 | 1821 | 1831 | 1836 | 1841 | 1846 | 1851 |
| ---- | ---- | ---- | ---- | ---- | ---- | ---- | ---- | ---- |
| 248  | 265  | 299  | 263  | 263  | 293  | 304  | 315  | 319  |

| 1856 | 1861 | 1866 | 1872 | 1876 | 1881 | 1886 | 1891 | 1896 |
| ---- | ---- | ---- | ---- | ---- | ---- | ---- | ---- | ---- |
| 322  | 340  | 352  | 358  | 350  | 360  | 379  | 354  | 352  |

| 1901 | 1906 | 1911 | 1921 | 1926 | 1931 | 1936 | 1946 | 1954 |
| ---- | ---- | ---- | ---- | ---- | ---- | ---- | ---- | ---- |
| 347  | 366  | 365  | 361  | 418  | 476  | 434  | 411  | 414  |

| 1962 | 1968 | 1975 | 1982 | 1990 | 1999 | 2006 | 2008 | 2013 |
| ---- | ---- | ---- | ---- | ---- | ---- | ---- | ---- | ---- |
| 601  | 605  | 696  | 761  | 708  | 669  | 702  | 711  | 786  |

| 2018 | 2022 | - | - | - | - | - | - | - |
| ---- | ---- | - | - | - | - | - | - | - |
| 712  | 692  | - | - | - | - | - | - | - |

#### Pyramide des âges
En 2018, le taux de personnes d'un âge inférieur à 30 ans s'élève à 27,8 %, soit en dessous de la moyenne départementale (36,4 %). À l'inverse, le taux de personnes d'âge supérieur à 60 ans est de 33,3 % la même année, alors qu'il est de 26,0 % au niveau départemental.
En 2018, la commune comptait 374 hommes pour 338 femmes, soit un taux de 52,53 % d'hommes, largement supérieur au taux départemental (48,51 %).
Les pyramides des âges de la commune et du département s'établissent comme suit.
| Hommes | Classe d’âge | Femmes |
| ------ | ------------ | ------ |
| 0,3    | 90 ou +      | 1,2    |
| 8,0    | 75-89 ans    | 12,1   |
| 21,4   | 60-74 ans    | 24,0   |
| 24,1   | 45-59 ans    | 19,5   |
| 16,3   | 30-44 ans    | 17,8   |
| 12,6   | 15-29 ans    | 13,6   |
| 17,4   | 0-14 ans     | 11,8   |

| Hommes | Classe d’âge | Femmes |
| ------ | ------------ | ------ |
| 0,6    | 90 ou +      | 1,8    |
| 6,7    | 75-89 ans    | 9,4    |
| 17,2   | 60-74 ans    | 18,1   |
| 19,8   | 45-59 ans    | 19,1   |
| 18,2   | 30-44 ans    | 17,5   |
| 19,4   | 15-29 ans    | 18     |
| 18,2   | 0-14 ans     | 16,2   |

## Économie
La municipalité joue la carte du tourisme en proposant son camping-village de vacances Au chant des oiseaux, à quelques minutes de la côte picarde.
Un commerce de viande en gros est établi dans la commune.

## Culture locale et patrimoine

### Lieux et monuments
- Église Notre-Dame-de-la-Nativité[44],[45], bâtie en moellons de craie, contrefortée en brique, avec des ouvertures romanes. Elle renferme une dalle funéraire de 1754 gravée au nom de Louise Charlotte de Créquy[46],[47].

- Le monument aux morts représente un soldat montant la garde, tout en couleurs. Il s'agit d'une des variantes de la série H. Jacomet, spécialiste du monument aux morts « en série ». Les noms des disparus de la Grande guerre y figurent mais aussi ceux des opérations militaires qui ont suivi.

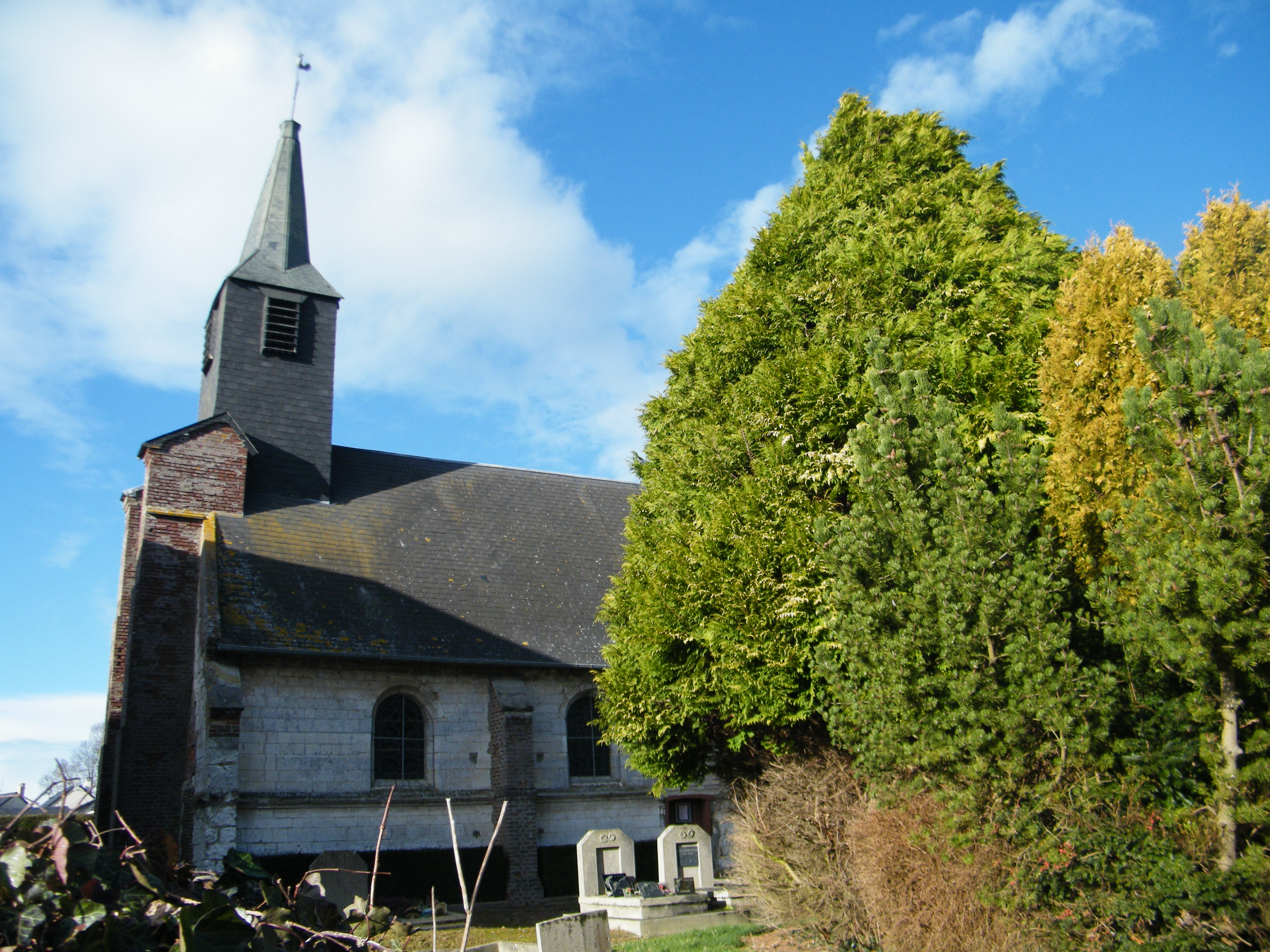
Notre-Dame de  la Nativité.
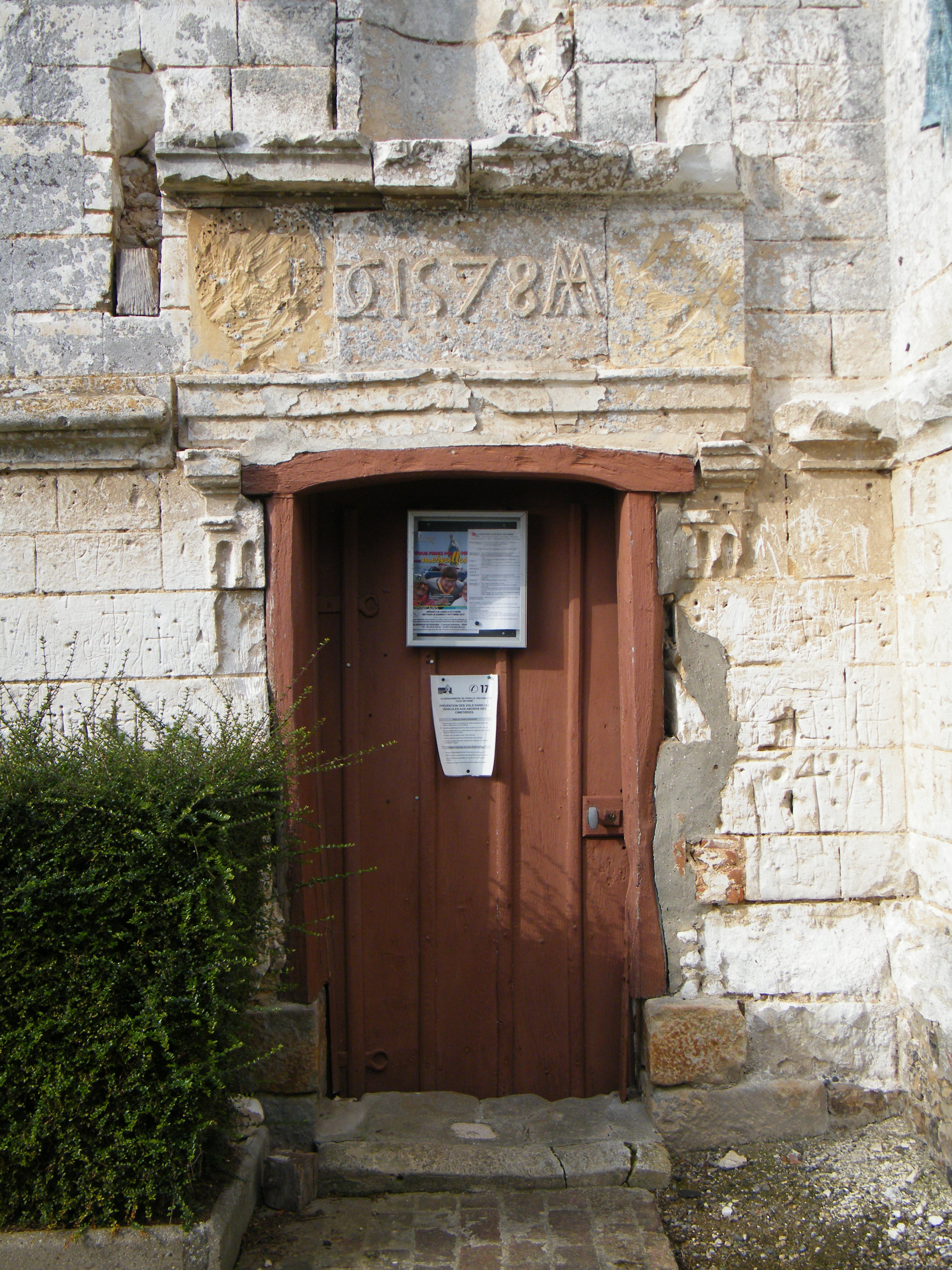
Entrée de l'église.
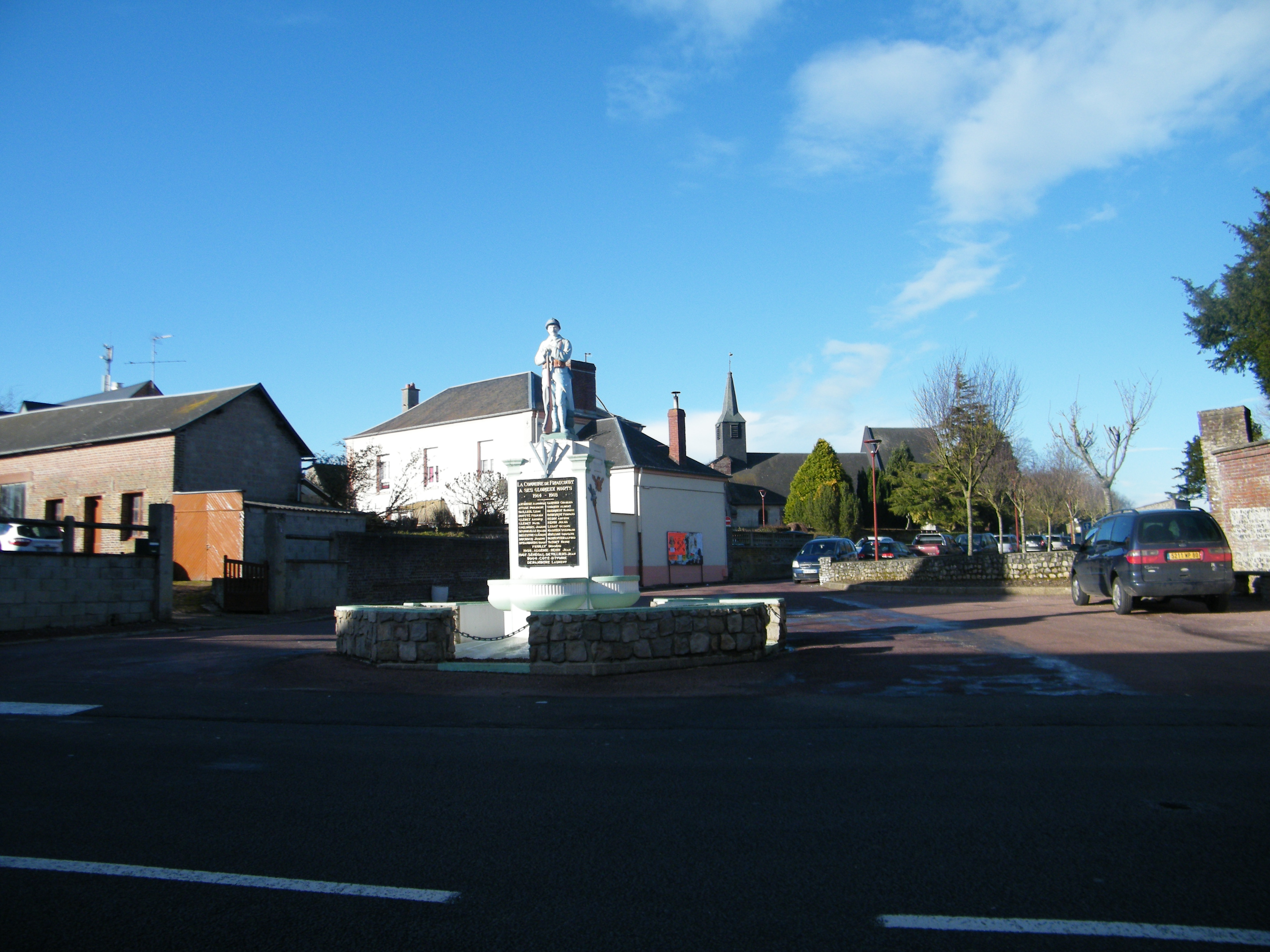
Monument aux morts.
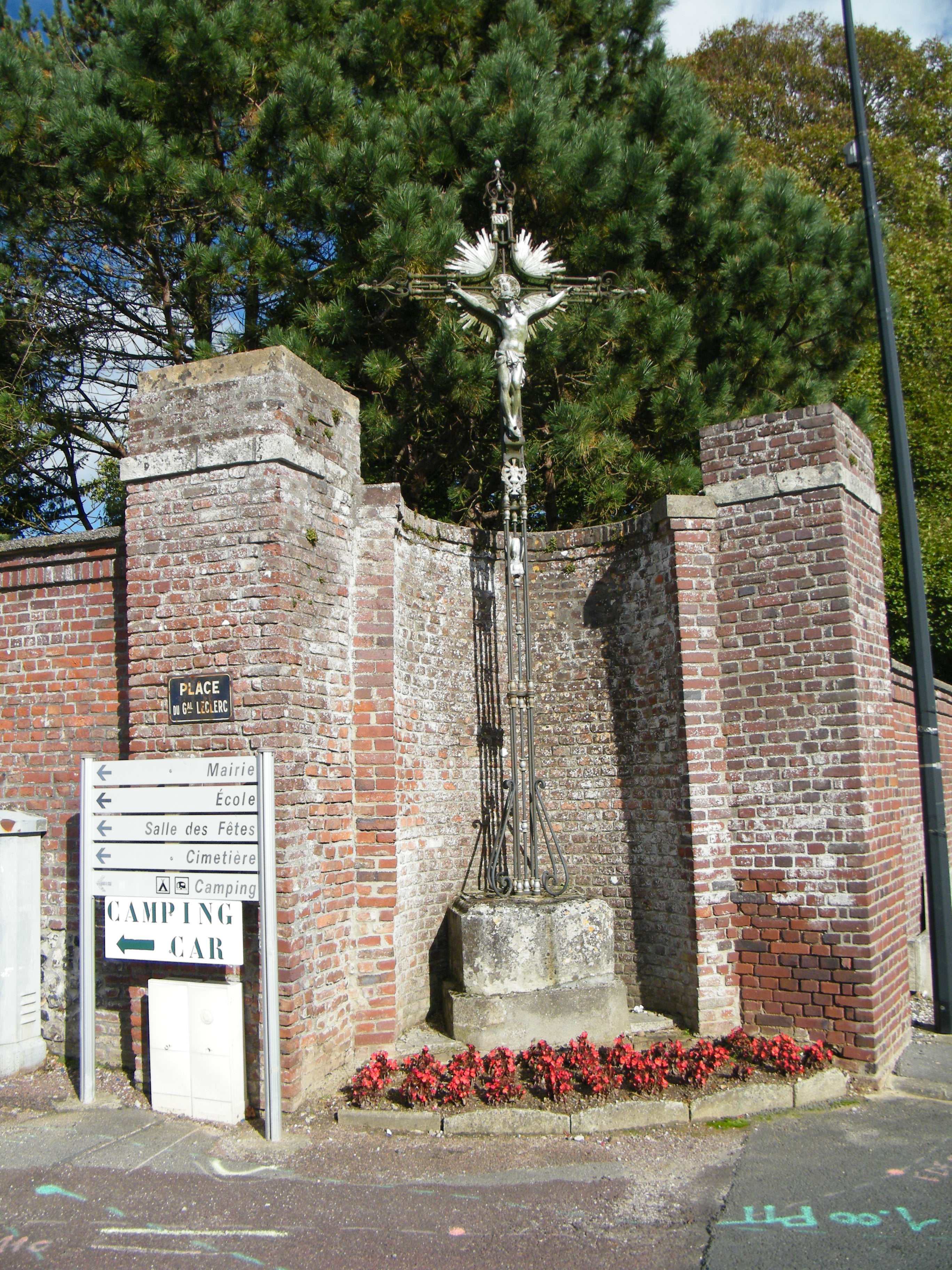
Calvaire sur la place.

### Héraldique
| Blason de Friaucourt | Blason  | D'argent à six losanges de sable, 3, 2 et 1.                                        |
| Blason de Friaucourt | Détails | Armes anciennes de la famille de Friaucourt. Le blason a été choisi par la commune. |